# 馬克·耶迪斯
馬克·耶迪斯（英語：Mark Yeates；1985年1月11日—）是一位愛爾蘭足球運動員。在場上的位置是邊鋒。他現在效力於英格蘭足球甲級聯賽球隊布拉德福德城足球俱樂部。他也代表愛爾蘭國家隊參賽。